# 小倉山 (京都市)
小倉山（おぐらやま）は京都市右京区にある標高296mの山。桂川の北岸に位置し、南岸の嵐山と相対する。雄蔵山や小椋山、隠椋山と称されることもある。

## 概要
小倉山の西麓と南麓は桂川（保津川、大堰川とも）が流れ、東麓は嵯峨野、北東麓は古くから葬送の地として知られる化野（現・嵯峨鳥居本地区）である。紅葉の名所で、歌枕としても有名。鎌倉時代の歌人藤原定家が、厭離庵近くの小倉山荘（時雨亭）で小倉百人一首をまとめたとされる。現在、常寂光寺や二尊院、厭離庵など時雨亭跡とされる小倉山荘推定地が残されている。また、小倉山の周辺には「小倉百人一首文芸苑」として公園内等に歌碑が設置されている（亀山公園内に49首、二尊院南側の長神の杜地区に19首など）。
北東麓には愛宕神社一の鳥居、化野念仏寺が、東麓には祇王寺、滝口寺、二尊院、清涼寺（嵯峨釈迦堂）、常寂光寺、落柿舎、野宮神社、天龍寺、大河内山荘など著名な名刹・史跡が数多くある。また、小倉山南端付近には亀山公園（京都府立嵐山公園）があり、展望台からは保津川が一望できる。

## 小倉山を詠んだ主な歌
小倉山 峰のもみぢ葉 心あらば 今ひとたびの みゆき待たなむ （貞信公 「百人一首」『拾遺集』）
忍ばれむ 物ともなしに 小倉山 軒端の松ぞ なれてひさしき （藤原定家）
牡鹿なく 小倉の山の すそ近み ただ独りすむ わが心かな（西行 『山家集』）
夕月夜 小倉の山に 鳴く鹿の 声にうちにや 秋は暮るらむ（紀貫之 『古今和歌集』）

## 登山道
主な登山道は、亀山公園や嵯峨鳥居本の六丁峠付近からである。国土地理院地図では六丁峠からは実線路、亀山公園（嵐山公園）からは点線路が記されている。実際に歩くと嵐山からはハイキングコースであるが、枝道が多く、標識が完備していない。

## 交通機関
- 京福電鉄 嵐山駅より亀山公園内登山口まで約1.2km
- JR嵯峨野線 嵯峨嵐山駅より亀山公園内登山口まで約1.4km（竹林の道経由）
- 阪急嵐山線 嵐山駅より亀山公園内登山口まで約1.6km